# Желтохвостая кабуба
Желтохвостая кабуба, или желтохвостая вымпельная бабочка, или масковая вымпельная бабочка (лат. Heniochus monoceros) — морская рыба из семейства щетинозубовых (Chaetodontidae).
У рыбы белое, сплющенное по бокам тело. Передняя часть спинного плавника белого цвета не настолько длинная, как у других щетинозубых. Три широких, чёрных полосы тянутся к основанию хвостового плавника, к чёрным брюшным плавникам и к морде. Над глазами имеется по одному шиповидному наросту. Хвостовой и спинной плавники, а также задняя часть анального плавника жёлтые.
Желтохвостая кабуба достигает длины от 18 до 24 см. Она живёт в морях Индо-Тихоокеанской области от побережья Восточной Африки через Маврикий до коралловых рифов, на юге Японии, на северо-востоке Папуа — Новой Гвинеи, Большого Барьерного рифа, побережья Нового Южного Уэльса и Таити. Её всегда можно встретить вблизи побережья; предпочитает рифы с густой коралловой растительностью. Молодь часто живёт поодиночке, взрослые рыбы — попарно.
Желтохвостая кабуба питается донными беспозвоночными.